# Роланд (Секретные материалы)
«Роланд» (англ. «Roland») — двадцать третий эпизод первого сезона сериала «Секретные материалы». Премьера состоялась 6 мая 1994 на телеканале FOX. Эпизод является «монстром недели», не связанным с основной «мифологией сериала».
Малдера (Дэвид Духовны) и Скалли (Джиллиан Андерсон) вызывают для расследования убийства учёного, занимавшегося реактивными самолётами: он оказался заблокирован в воздушной камере, и его засосало в турбину самолета. Это не первая смерть в среде местных ученых: Артур Грейбл умер от несчастного случая несколькими месяцами ранее. По мере сбора доказательств главным подозреваемым становится уборщик Роланд — аутист со способностью к решению комплексных чисел. Когда Малдер находит связь между Роландом и первым несчастным случаем, это открывает большое количество разнообразных возможностей…

## Сюжет
В Вашингтонском технологическом институте им. Альфреда Мэхэна в Колсоне (Вашингтон) умственно отсталому уборщику Роланду Фуллеру сделал выговор учёный-исследователь доктор Китс за то, что он забыл, как пользоваться карточкой-ключом для того, чтобы запереть лабораторию. Китс торопится к своим коллегам, Ноллетту и Сурноу, ведь они вовлечены в жаркую дискуссию. Ученые спорят по поводу их последнего проекта — прототипа реактивного двигателя. Ноллетт хочет начать тестирование двигателя, а Сурноу не желает рисковать и испортить прототип. Китс и Ноллетт уходят злые, а Сурноу остается, чтобы продолжить свои математические расчеты на доске. Он заходит в аэродинамическую трубу, чтобы сделать некоторые уточнения. В это время в комнате контроля находится Роланд: он включает турбину, которая засасывает Сурноу, и тот погибает.
Специальные агенты ФБР Малдер и Скалли приезжают, чтобы заняться расследованием смерти ученого. Скалли отмечает, что другой член исследовательской группы умер несколькими месяцами ранее, и, скорее всего, это случай промышленного шпионажа. Малдер осматривает почерк на доске и приходит к заключению, что записи были сделаны по меньшей мере двумя разными людьми, что наводит на подозрения, будто на месте убийства присутствовали 3 разных человека. Китс и Ноллетт оба сообщают агентам, что в помещении во время смерти Сурноу оставался только Роланд Фуллер, но сомневаются, что он способен на убийство.
Тем не менее, Малдер и Скалли посещают приют, где живёт Роланд, и находят его приклеивающим стикеры к листам бумаги с числами, записанными по несколько раз. Агенты осторожно расспрашивают Роланда о ночи убийства, и он говорит, что не видел ничего необычного. Он также случайно открывает свои математические способности быстрым подсчетом звёзд на блузке Скалли. Однако его почерк не совпадает с четырьмя образцами из лаборатории. Дискуссия заканчивается, когда Роланд испытывает жуткое видение, а его сиделка просит агентов уйти. Позже той же ночью Роланд видит ещё одно видение о том, как кто-то убивает доктора Китса.
В лаборатории Китс работает допоздна. Он не замечает, как Роланд входит в комнату, огревает его кофейной чашкой так, что доктор теряет сознание, и погружает его голову в жидкий азот. Замерзшее тело Китса разбивается вдребезги, а Роланд начинает печатать на компьютере. На следующий день агенты начинают расследование нового убийства и замечают, что компьютер использовался в течение пяти часов после смерти Китса. Пытаясь открыть файл, над которым кто-то работал, Малдер понимает, что числа, которые Роланд писал на бумаге днем ранее — это пароль от компьютера. Файл оказывается работой Артура Грейбла, ученого, умершего несколькими месяцами ранее, но работа над ним постоянно продолжается и после несчастного случая.
Изучая смерть Грейбла, агенты выясняют, что это он нанял Роланда. Они думают, что Грейбл инсценировал свою смерть и теперь убивает бывших коллег, используя Роланда в качестве козла отпущения. Тело Грейбла не было доставлено в морг и не было похоронено, однако доктор Ноллетт приводит агентов в лабораторию, где хранятся останки Грейбла, что доказывает его невиновность. Находится фото Грейбла и становится ясно, что внешне он абсолютно похож на Роланда, что приводит агентов к открытию: существовали близнецы. Малдер и Скалли снова разговаривают с Роландом, Малдер начинает убеждаться, что уборщик находится под контролем сознания Грейбла.
Тем временем Ноллетт украдкой проникает в криогенную лабораторию и портит урну с останками, размораживая их. Он возвращается в институт и приступает к запуску прототипа двигателя, когда появляется Роланд. Ноллетт сознается, что украл работу Грейбла и практически готов застрелить Роланда, намереваясь разыграть самозащиту. Но тот ударяет его компьютерной клавиатурой, лишая сознания, и помещает в аэродинамическую трубу. Агенты прибывают как раз вовремя, чтобы убедить Роланда не убивать Ноллетта. Роланда забирают из приюта и помещают в психиатрический институт для проведения тестов — по всей видимости, теперь он освобожден от контроля Грейбла.

## В ролях
- Джиллиан Андерсон в роли агента Даны Скалли
- Дэвид Духовны в роли агента Фокса Малдера
- Желько Иванек в роли Роланда Фуллера/доктора Артура Грейбла
- Джеймс Слоан[англ.] в роли доктора Фрэнка Ноллетта
- Кэрри Сандомирски в роли Трейси
- Микол Меркурио[англ.] в роли миссис Студи
- Гэрри Дейви в роли доктора Китса
- Мэттью Уолкер[англ.] в роли доктора Рональда Сурноу
- Дейв Хиртубайс в роли мистера Бэррингтона
- Зулейка Маттью[англ.] в роли Лизы Доул

## Съёмки
- «Роланд» стал первым из двух эпизодов «Секретных материалов», написанных Крисом Руппенталем. Он вернётся к работе над сценарием эпизода «Троица» во втором сезоне, который будет кардинально переработан постоянными сценаристами сериала Гленом Морганом и Джеймсом Вонгом.
- Гарри Дейви, игравший учёного доктора Китса, появится также в нескольких других эпизодах сериала. Он являлся художественным руководителем Центра актёрского мастерства им. Уильяма Дэвиса, где работал с Уильямом Б. Дэвисом, исполнявшим в сериале роль Курильщика.
- Арт-директор Грэм Мюррей провел много времени в поисках университетских преподавателей и помещений в Ванкувере, чтобы воссоздать правильную видеокартинку в сценах с лабораториями и аэродинамической трубой.
- В эпизоде содержится первое упоминание об отце Фокса Малдера, Билле, хотя этот персонаж не появится до эпизода «Колония» (второго сезона). Однако в первоначальной версии сценария вместо упоминания Малдера об его отце была фраза о его сестре, Саманте.